# Karl Wilhelm Naundorff
Karl Wilhelm Naundorff (27 de marzo de 1785? - 10 de agosto de 1845) fue un relojero prusiano que hasta su muerte afirmó ser el príncipe Luis Carlos o Luis XVII de Francia, hijo de Luis XVI, rey de Francia y María Antonieta de Austria. Naundorff fue uno de los más testarudos de más de treinta hombres que decían ser Luis XVII. 
La posibilidad de la supervivencia de Luis XVII ha despertado durante mucho tiempo la curiosidad de ciertos autores. En 2012, el genetista Gérard Lucotte tomó muestras de Hugues de Bourbon, hijo de Charles de Bourbon y descendiente de Karl-Wilhelm Naundorff. El análisis del cromosoma Y del descendiente de Naundorff se compara luego con el haplotipo borbónico gracias a “un perfil del cromosoma Y” de la casa real. En marzo de 2014, los dos investigadores publicaron los resultados de sus análisis. Según el doctor Gérard Lucotte: "Encontramos en Karl-Wilhelm Naundorff la mayoría de los marcadores del cromosoma Y de los Borbones, él es parte de la familia". 

## Biografía
El príncipe Luis Carlos, hijo de Luis XVI y María Antonieta, fue encarcelado durante la Revolución Francesa y se cree que murió en prisión. Sin embargo, hubo varios rumores de que los simpatizantes monárquicos habían sacado al joven delfín de la prisión del Templo y que vivía en secreto en otro lugar. Entre los que se dice que están involucrados en su fuga se encuentran Paul Barras y Josefina de Beauharnais. 
Los primeros registros de Karl Wilhelm Naundorff son de 1810 en Spandau, Berlín, donde recibió la ciudadanía de Prusia. En 1822 se había mudado a vivir con una familia en Brandenburg-on-the-Havel, donde más tarde fue acusado de incendio provocado. En 1824, Naundorff fue encarcelado durante tres años por falsificación. 
Durante la retirada de las tropas francesas, Spandau fue bombardeada. Enfermo, Naundorff fue atendido por su institutriz, Señora de Sonnenfeld. Restaurado, habría escrito al rey de Prusia, a los emperadores de Austria y de Rusia para afirmar sus derechos a la corona de Francia, pero nunca obtendrá respuesta. Después del episodio de Cien días, Naundorff quería ir a París para reclamar sus derechos. Señora de Sonnenfeld estando enferma, llamó a Marassin, un oficial francés, y le ordenó que enviara una carta a María Teresa de Francia, duquesa de Angoulême, hija sobreviviente de Luis XVI. No recibe respuesta. Luego escribió una nueva carta a su “hermana”, ya Carlos Fernando de Artois, duque de Berry, su “primo”, hijo de Carlos X, en 1818, precisando que no reclama el trono sino simplemente su nombre y su título de príncipe francés
En noviembre de 1818, Naundorff se casó con la huérfana de un comerciante de pipas, Juana Einert (también llamada en francés Jeanne Frédérique Einert), dieciséis años, quien le dio nueve hijos. La pareja permaneció en Spandau hasta 1822, luego se trasladó a Brandenburg. Durante un incendio que afecta al teatro, se incendia su casa vecina, pierde todas sus pertenencias: quemadas, ahogadas por el agua de los bomberos, robadas. Luego, el asesor legal Voigt lo acusa de haber provocado el incendio él mismo. Allí logró convencer a mucha gente de que él era Luis XVII. Incluso se anuncia en la Gaceta de Leipzig la presencia en Crossen de Luis-Carlos, duque de Normandía; este artículo se reproduce en Francia en le Constitutionnel de Paris, en agosto de 1831. El rey de Prusia ve con malos ojos las acciones de Naundorff y decide arrestarlo. Advertido, Naundorff huyó, abandonando a su esposa e hijos. Fue a Suiza luego a París, donde llegó en 1833 “sin zapatos, sin camisa y sin medias”. Pronto reunió a partidarios legitimistas que formaron a su alrededor una apariencia de corte.
Allí, se mudó con el hermano de François Albouys, abogado en Cahors (este último leyó el artículo y creyó a Naundorff). Conoce a Señora Agathe de Rambaud, la doncella de la Reina y adjunta al delfín, quien la reconoce. Trajo un pequeño abrigo azul cielo que pertenecía al niño para poner a prueba a Naundorff como a todos los demás pretendientes.
— "¿Quizás recordará habérselo puesto, y en qué circunstancias, en las Tullerías?"
— «No fue en las Tullerías, sino en Versailles, para una fiesta... y no me lo he puesto, creo, desde la fiesta, porque me molestaba.»
Esta respuesta disipa las últimas dudas sobre Señora de Rambaud. Escribió a la duquesa de Angoulême y fue a Praga, donde Madame Royale vivía en el exilio.
Otras personas reconocen en Naundorff a Luis XVI, en particular al marido de Señora de Rambaud (ex ujier de cámara de Luis XVI), la marquesa de Broglio-Solari (adjunto al servicio de María Antonieta de Austria), Étienne de Joly (último ministro de justicia de Luis XVI) o incluso Brémond (ex secretario privado de Luis XVI ). Naundorff formó así un séquito cada vez más importante. Morel, uno de ellos, se convirtió en su secretario y escribió las supuestas cartas de Naundorff a la familia real, las proclamas de su maestro y las pseudomemorias. Morel parte hacia Praga para encontrarse con la duquesa de Angulema : no obtiene audiencia.
Durante su ausencia, Naundorff fue asaltado por extraños y apuñalado varias veces. Morel intervino en el juicio del Barón de Richemont (Otro presunto-Luis XVII), compareciendo ante el tribunal de lo penal juzga del Sena, dando a los magistrados una carta en la que Naundorff afirma ser Luis XVII. Naundorff envía una carta a Luis Felipe y peticiones a las Cámaras. Entonces, empujado por Morel, lanzó, en junio de 1836, una citación para reclamar la herencia a Carlos X y María Teresa de Francia.
Hasta entonces tolerado en París por el gobierno y Luis Felipe, la perspectiva de un juicio contra el rey depuesto y la hija de Luis XVI, lo que provocó un gran escándalo, decidimos arrestarlo. El 15 de junio de 1836, Naundorff fue encarcelado y la policía confiscó los 202 documentos del expediente que "probaban" que Naundorff era Luis XVII. Le siguió la baronesa de Générès, sobrina de Señora de Rambaud. Los partidarios de Naundorff se asustaron y guardaron silencio.
Naundorff decidió dejar el Reino Unido, "decepcionado por su hospitalidad", en 1841. Se fue a Róterdam, donde logró vender su proyecto de bomba.
Naundorff murió el 10 de agosto en Delft, el aniversario de la caída de la monarquía francesa.
| Predecesor: Luis XVI | Pretendiente al trono de Francia 1785 - 1845 | Sucesor: Carlos X |